# 81. pehotna divizija (Avstro-Ogrska)
81. pehotna divizija (izvirno nemško 81. Infanterie-Division oz. nemško 81. Infanterietruppendivision) je bila pehotna divizija avstro-ogrske kopenske vojske, ki je bila aktivna med prvo svetovno vojno.

## Zgodovina
Divizija je sodelovala v bojih na soški fronti.

## Poveljstvo
Poveljniki 
- Georg Komma: julij - avgust 1918
- Ernst Wossala: avgust - november 1918